# Дънгивън
Дънгѝвън (на английски: Dungiven; на ирландски: Dun Geimhín) е малък град в северната част на Северна Ирландия. Разположен е около река Роу в район Лимавади на графство Лъндъндери на около 80 km северозападно от столицата Белфаст. Имал е жп гара от 4 юли 1883 г. до 3 юли 1950 г. Населението му е 3286 жители, по данни от 2011 г.